# 1970年イギリス総選挙

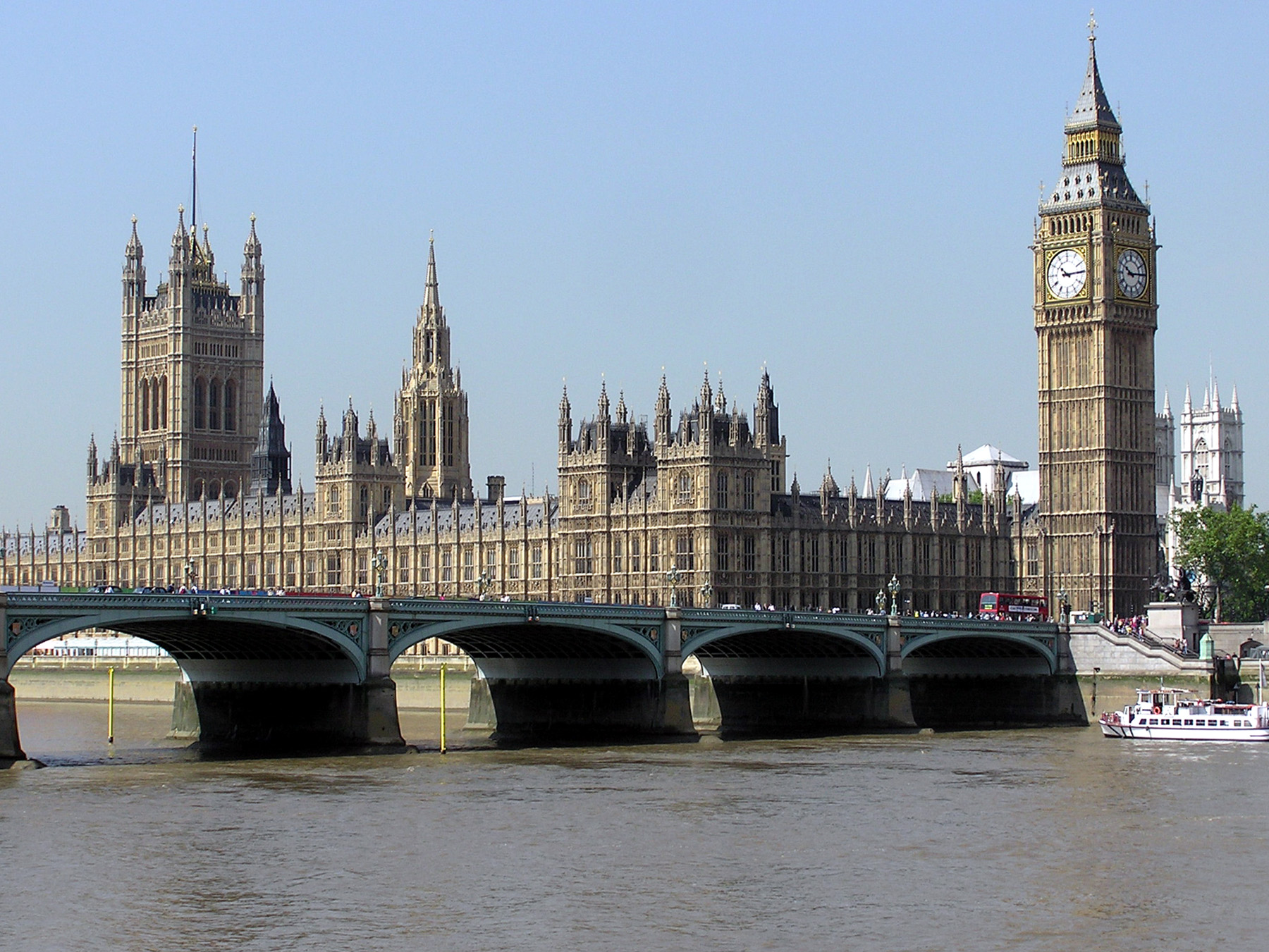
英国議会議事堂（ビッグ・ベン）

1970年イギリス総選挙（1970ねんイギリスそうせんきょ）は、英国議会（グレートブリテン及び北アイルランド連合王国議会）の議員を選出するために1970年6月に行われた英国における選挙である。

## 概要

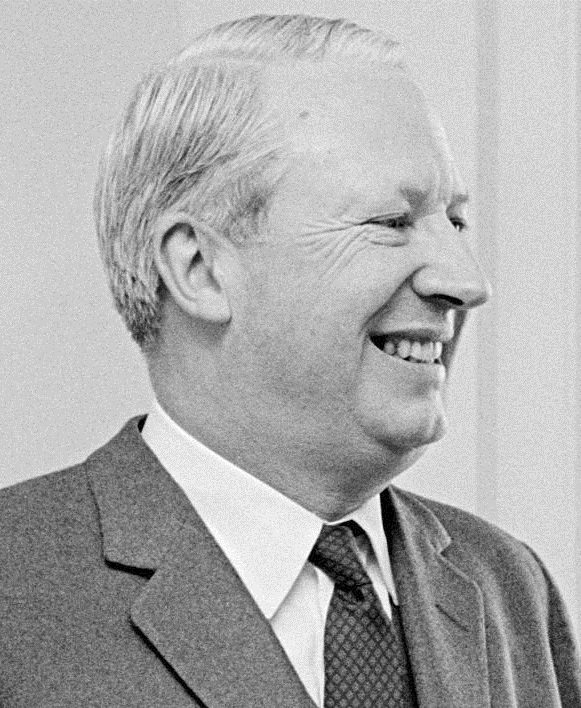
選挙に勝利し、首相に就任したエドワード・ヒース（保守党）

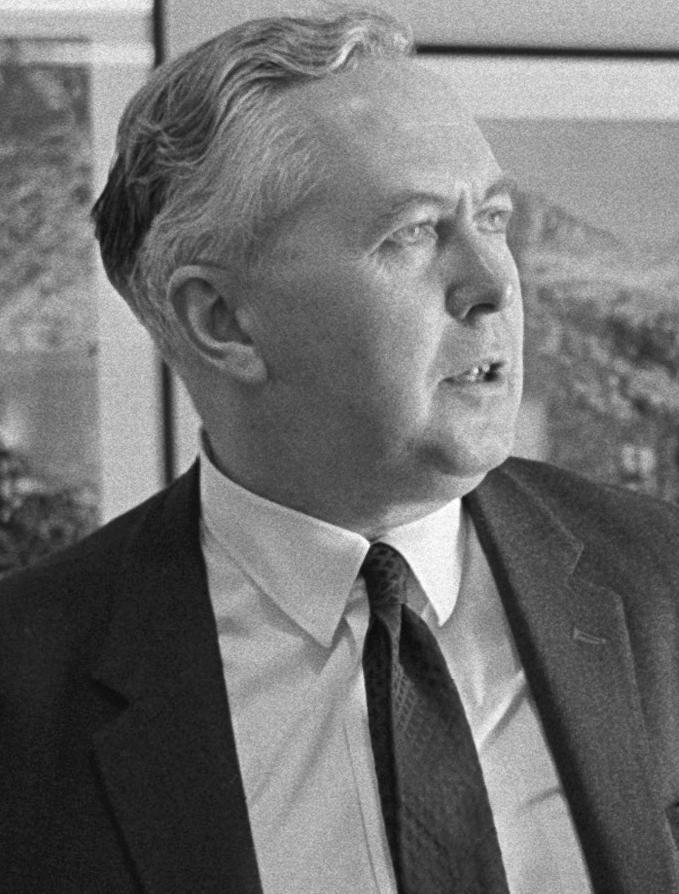
当時の首相、ハロルド・ウィルソン

個人的な人気が高かったハロルド・ウィルソン首相率いる与党労働党の勝利が各種世論調査でも確実視されていたが、予想に反して保守党が僅差で勝利を収め、党首のエドワード・ヒースが首相に就任した。「労働党は2期以上連続して政権維持できない」というジンクスがこの選挙で作られた。新たに首相に就任したエドワード・ヒースは、保守党では初めて下院議員による公選で党首に選出され、上流階級出身者が多い同党内では珍しく労働者階級である大工を父に持つ異色の政治家であった。

## 選挙データ
- 選挙時の首相：ハロルド・ウィルソン－1964年の総選挙で勝利し、当時としては最年少である48歳で首相に就任した。
- 与党：労働党
- 議会構成：庶民院（下院）と貴族院（上院）の両院から構成されるが、貴族院は世襲貴族と一代貴族の中から選出されるため、庶民院の議員だけが総選挙で選出される。
- 下院議員の任期：議員の任期は5年であるが、任期満了前に解散されることが多い。
- 定数：630議席
- 選挙制度：最多得票を得た候補のみが当選する完全小選挙区制

## 選挙結果
- 投票日：1970年6月18日
- 有権者数：39,342,013名
- 投票率：72.0％
- 候補者数：1,837名

| 党派          | 党派          | 党派                         | 得票数        | 得票率        | 候補者数      | 議席数 |
| ------------- | ------------- | ---------------------------- | ------------- | ------------- | ------------- | ------ |
| ■             | Conservative  | 保守党                       | 13,145,123    | 46.4          | 628           | 330    |
| ■             | Labour        | 労働党                       | 12,208,758    | 43.1          | 625           | 288    |
| ■             | Liberal       | 自由党                       | 2,117,035     | 7.5           | 332           | 6      |
| SNP           | SNP           | スコットランド国民党         | 306,802       | 1.1           | 65            | 1      |
| Unity         | Unity         | 北アイルランド反対連合       | 140,930       | 0.5           | 5             | 2      |
| Pro U         | Pro U         | プロテスタント・ユニオニスト | 35,303        | 0.1           | 2             | 1      |
| Rep LP        | Rep LP        | 共和労働党                   | 30,649        | 0.1           | 1             | 1      |
| Ind Lab       | Ind Lab       | 労働党系無所属               | 24,685        | 0.1           | 3             | 1      |
| 合計（Total） | 合計（Total） | 合計（Total）                | 合計（Total） | 合計（Total） | 合計（Total） | 630    |

有効得票数：28,305,534票